# Köhlen
Köhlen är en ortsteil i staden Geestland i Landkreis Cuxhaven i förbundslandet Niedersachsen i Tyskland. Köhlen var en kommun fram till 1 januari 2015 när den uppgick i Geestland. Kommunen Köhlen hade 937 invånare 2014.